# 久保建英
久保建英（日语：／，2001年6月4日—），日本足球運動員，司職中場、翼鋒，現時效力於西甲球隊皇家蘇斯達。日本國家足球隊成員。他因腳法細膩射門精準，被誉為「日本美斯」。

## 俱乐部生涯

### 早年经历
2001年6月4日，久保建英出生于神奈川县川崎市。他在7岁时开始接触足球，加盟了川崎市当地一家专为少年开设的俱乐部FC Persimmon。八岁时，参加巴塞罗那在横滨市开设的训练营，从300多人中脱颖而出，于2009年8月被评选为MVP。他入选成为巴塞罗那学生选拔队的一员。
2010年4月，在比利时举办的欧洲俱乐部U9锦标赛，久保建英在代表巴塞罗那的7场比赛中打入全队9球中的6球并贡献了一个助攻并帮助球队夺得第三名，他也再次获得赛事MVP的荣誉称号。
返回日本后，久保建英加盟川崎前锋U-10梯队。据一位观看了他在川崎前锋比赛的日本记者的回忆，久保拿球时并不低头看球，传球、盘带、触球非常娴熟，精准度极高，而即使是失误了也能马上投入反抢，这对于一个10岁的小朋友来说非常罕见和难得。
2011年5月，川崎前锋将当时就读小学四年级的久保建英破格提拔到主要由六年级学生组成的U-12梯队中参加比赛和训练。

### 巴塞罗那青年队
2011年8月，久保建英被邀请加入巴塞罗那梯队，他顺利通过测试，成为拉玛西亚的一员，为巴塞罗那U-11梯队效力。
在巴塞罗那的第一个赛季久保建英30场打进74球，是队内头号射手。
2012年10月8日，巴塞罗那U12梯队A队以24比1的比分横扫科尔丹尤拉，久保建英在比赛中连进6球，他是这场比赛的绝对巨星。最近三场比赛他一共为球队进了10球，成为全球的焦点人物。
2013-14年赛季，参加地中海杯U12锦标赛，再次斩获MVP，还帮助球队夺联赛冠军和加泰罗尼亚杯。
2014-15年赛季，升入巴塞罗那U14梯队。
然而此时，巴塞罗那遭遇国际足协的转会禁令，原因是在未成年球员转会操作上存在严重违规行为，结果被处以两个转会期禁止购买球员的重罚，期间久保建英亦不能够替巴塞罗那比赛。为了寻找上阵机会，已经学会西班牙语的久保建英，不得不返回日本，加入了FC东京的梯队。

### FC东京
久保建英2016年进入FC东京U18梯队，该年9月再度跳级至U23梯队，参加日丙联赛，而他年仅15岁。
2017年3月，他代表FC东京U23在对阵富山胜利的比赛中首发，这是他在日丙联赛比赛中首次首发登场。
在2017年4月15日，FC东京U23在日丙联赛面对大阪樱花U-23，凭藉久保建英的进球，FC东京U23以一球击败对手，久保建英再以15岁10个月11天的年纪，成为日丙联赛历史上最年轻的入球球员。就算在日本全国的任何一项官方比赛中，他也是最年轻的得分手。
在2017年5月的日本联赛杯A组第4轮FC东京主场迎战札幌冈萨多的比赛中，当时年仅15岁的久保建英替补登场，他从而也完成了自己在球队的首秀。虽然没有取得进球，但是他在比赛中主罚过一脚定位球，也显示了教练与队友给他的信任。
在2017年11月5日，FC东京U-23对阵长野帕塞罗，久保建英半场后替补登场完成首秀，以16岁5个月零1日，创下日职联赛最年轻的登场纪录。

### 横滨水手
横滨水手官方宣布，球队租借了FC东京新星久保建英。在同意加盟后，久保建英将为横滨水手租借效力至2018年12月31日，他不能在与FC东京的比赛中出场。
2018年8月22日他在天皇杯的比赛中首发出场，并收获一次助攻。
2018年8月26日进行的一场日职联赛中，横滨水手客场挑战神户胜利船。日本17岁小将久保建英获得职业生涯第一次在日职联赛的首发机会，他在比赛第56分钟为球队打进一球，这是他在日职联赛中的首粒进球。

### FC东京
2019年1月12日，日职联赛球队FC东京官方宣布2018年赛季租借去到横滨水手的小将久保建英回归球队。
久保建英此前效力FC东京，2019年赛季日职联赛出场13次打进4球，天皇杯出场3次打进1球。

### 皇家马德里
西甲豪门皇家马德里在2019年6月14日透过官网宣布，久保建英将会成为球会的新球员，来季将会加入皇家马德里B队。据日本传媒及马卡报报道，久保建英的转会费是200万欧元（约1763万港元），而年薪是100万欧元，合约为期6年。

### 馬略卡
西甲球队马略卡官方宣布，皇家马德里日本球员久保建英租借加盟马略卡，租借期为一年，他将租借至2020年6月30日。他将是马略卡历史上第三位加盟球队的日本人，前两位分别是大久保嘉人和家长昭博 。
在上轮对阵皇家社会的比赛中，他并没有入选名单。西甲第3轮中，升班马马略卡将前往客场对阵巴伦西亚。皇家马德里外租的日本小将久保建英首次入选了西甲联赛大名单。
2019/20赛季西甲第三轮马略卡客场0-2不敌巴伦西亚，久保建英在比赛中代表马略卡替补出场完成了球队的首秀，并以18岁2个月28日超越丸冈满2014年9月在多特蒙德创下的18岁8个月14日的纪录，成为欧洲四大联赛中最年轻出场的日本选手。
在西甲第13轮，马略卡与比利亞雷阿爾的比赛中，在比赛的第53分钟，费瓦斯助攻久保建英打入1球将比分暂时变为3比1，久保建英也收获了他的西甲处子球。
2020年6月15日，久保建英入选意大利媒体《都灵体育报》公布了2020年欧洲金童奖百人候选人名单。

### 比利亞雷亞爾
皇家马德里宣布和比利亚雷阿尔达成协议，皇马球员久保建英租借加盟比利亚雷阿尔，租借期将在2021年6月30日结束。
西甲第一轮比利亚雷阿尔1-1韦斯卡，久保建英代表比利亚雷阿尔在比赛第77分钟替补出场。
10月22日欧联杯小组赛第1轮，比利亚雷阿尔5:3大胜施华斯堡，久保建英首发并且打满全场，贡献1球2助攻，久保建英欧战首秀便打入欧战首球，也成为欧战历史取得进球最年轻的日本球员，也入选了欧联杯本轮最佳阵容。
皇家马德里不满他在乌奈·埃梅里得到机会太少的问题，上半赛季久保建英在球队虽然有19次出场，但都是替补登场，仅有1个进球。即便是首发的场次，他的表现也没有能够达到预期，于是再次被埃梅里弃用。一方面是因为主帅对其并不够信任，另一方面则是因为久保建英的踢法和埃梅里的战术不够兼容。于是，在1月8日久保建英被转租到赫塔菲。

### 基達菲
由于久保建英在比利亚雷亚尔没有太多的出场机会，皇家马德里将其收回后转租给了另一支西甲球队赫塔菲，租借期为6个月，至该赛季结束。
1月12日凌晨，赫塔菲3-1逆转埃尔切，久保建英在下半场替补登场完成了自己在球队的首秀，短短20多分钟的出场时间里他策动了球队的2个进球。第64分钟将久保建英替换上场，仅仅5分钟之后，日本球星就在右边路策动一次进攻，他的远射被扑出之后队友海梅·马塔补射得分。第86分钟，他在突破时被对手绊倒在禁区内，帮助球队获得点球，安赫尔·罗德里格斯主罚命中，赫塔菲3-1逆转获胜。
西甲第37轮，赫塔费2-1莱万特，久保建英替补登场84分钟完成绝杀，久保建英也收获本赛季西甲处子球。

### 馬略卡
2021年8月12日，马略卡和皇家马德里官方宣布，就2021-22赛季久保建英租借效力马略卡达成一致。球员租期一个赛季，至2022年6月30日为止。

### 皇家社会
2022年7月19日，皇家社會官方宣佈簽下日本中場久保建英。
西甲皇家社会客场以1-0击败加的斯，久保建英首发出战，并打入全场唯一进球。
9月15日，欧联杯小组赛第2轮，皇家社会2:1战胜塞浦路斯球队奧摩尼亞。久保建英第61分钟替补出场。第79分钟久保建英右路横传，助攻索尔洛特推射破门。
9月18日，西甲第6轮，皇家社会2:1战胜西班牙人。久保建英首发出场第81分钟被换下。第16分钟西班牙人阿尔瓦罗·费尔南德斯失误，久保建英快速上抢抢断门将助攻索尔洛特，后者打空门得分。这是久保建英本赛季西甲首次助攻。

## 國家隊生涯
2017年3月上旬，久保建英与日本U20足球代表队汇合，并在对阵老东家FC东京的练习比赛中打进一球。下旬他随U20国家队一起去到了德国参加热身赛，并在4场比赛中打进2球送出2次助攻。优异的表现让他被率先选入日本队世青赛大名单。
之后他随日本U20国家队参加了在韩国举办的世青赛。这是日本足球史上第一个能跳那么多级别直接踢世青赛的球员。久保建英在4场比赛中替补出场3次，没有进球，球队也在16强比赛中败走出局。
2019年夏天，久保建英入选了日本国家足球队参加2019年美洲杯的大名单。日本在一场友谊赛中2-0完胜萨尔瓦多。比赛中FC东京中场久保建英在第67分钟替补南野拓实出场，上演了自己在国家队中的首秀。这次替补出场让久保建英成为了日本队队史上第二年轻的出场球员。18岁5天的年纪仅次于前国脚市川大佑在1998年4月1日与韩国比赛中创下的17岁322天的纪录。
2019年9月10日，2022年世界杯预选赛日本客场2-0击败缅甸，久保建英在下半场替补登场，以18岁98天的年龄成为代表日本出战世预赛的最年轻球员。

### 2020年夏季奧運會
久保建英亦於2021年入選了日本23歲以下國家足球隊， 參加在本土舉行之2020年夏季奧運會，並於首場對南非之比賽中取得其在奧運之首個入球。

## 外部連結
- 久保 建英｜選手 & スタッフ （页面存档备份，存于） - FC東京（日語）
- Profile at FC Tokyo （页面存档备份，存于）
- Soccerway資料庫：久保建英
- 久保建英 – FIFA國際賽競賽紀錄 (存檔)
- 日本職業足球聯賽中的久保建英 （日語）
- 久保建英在 National-Football-Teams.com 上的出场纪录